# 王昌旭
王 昌旭（ワン・チャンウク、朝鮮語: 왕창욱）は、朝鮮民主主義人民共和国の政治家。原子力工業相、朝鮮労働党中央委員会委員。

## 経歴
出生地や生年月日は不明。2016年5月9日に開催された朝鮮労働党第7次大会では核兵器の生産や原子力発電所の建設などについて演説を行い、朝鮮労働党中央委員会委員候補に選出された。同年中に原子力工業相に任命されていたことがわかった。2019年3月に最高人民会議第14期代議員に選出され、4月11日に開催された最高人民会議第14期第1回会議で原子力工業相に再任された。
2021年1月5日から開催された朝鮮労働党第8次大会で中央委員会委員候補に選出され、同年12月27日から開催された党中央委員会第8期第4回総会で党中央委員に補欠選挙された。

## 参考サイト
- 북한정보포털

| 先代李済善 | 原子力工業相2016年 - | 次代現職 |